# صنوبر صغير الأزهار
الصنوبر الصغير الأزهار نوع نباتي شجري من جنيس الصنوبر الأبيض يتبع الفصيلة الصنوبرية. ينتشر في اليابان.

## معرض صور

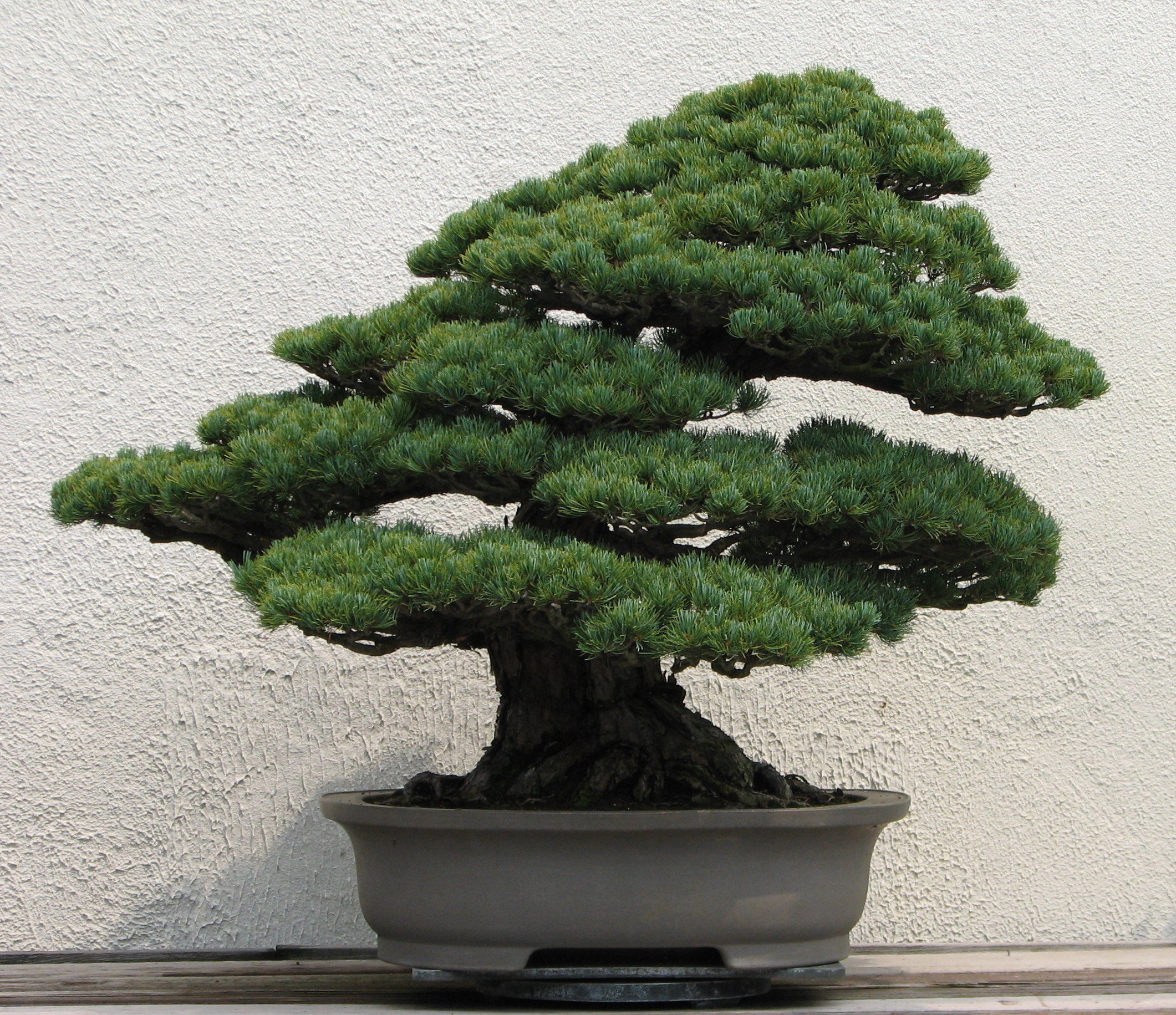
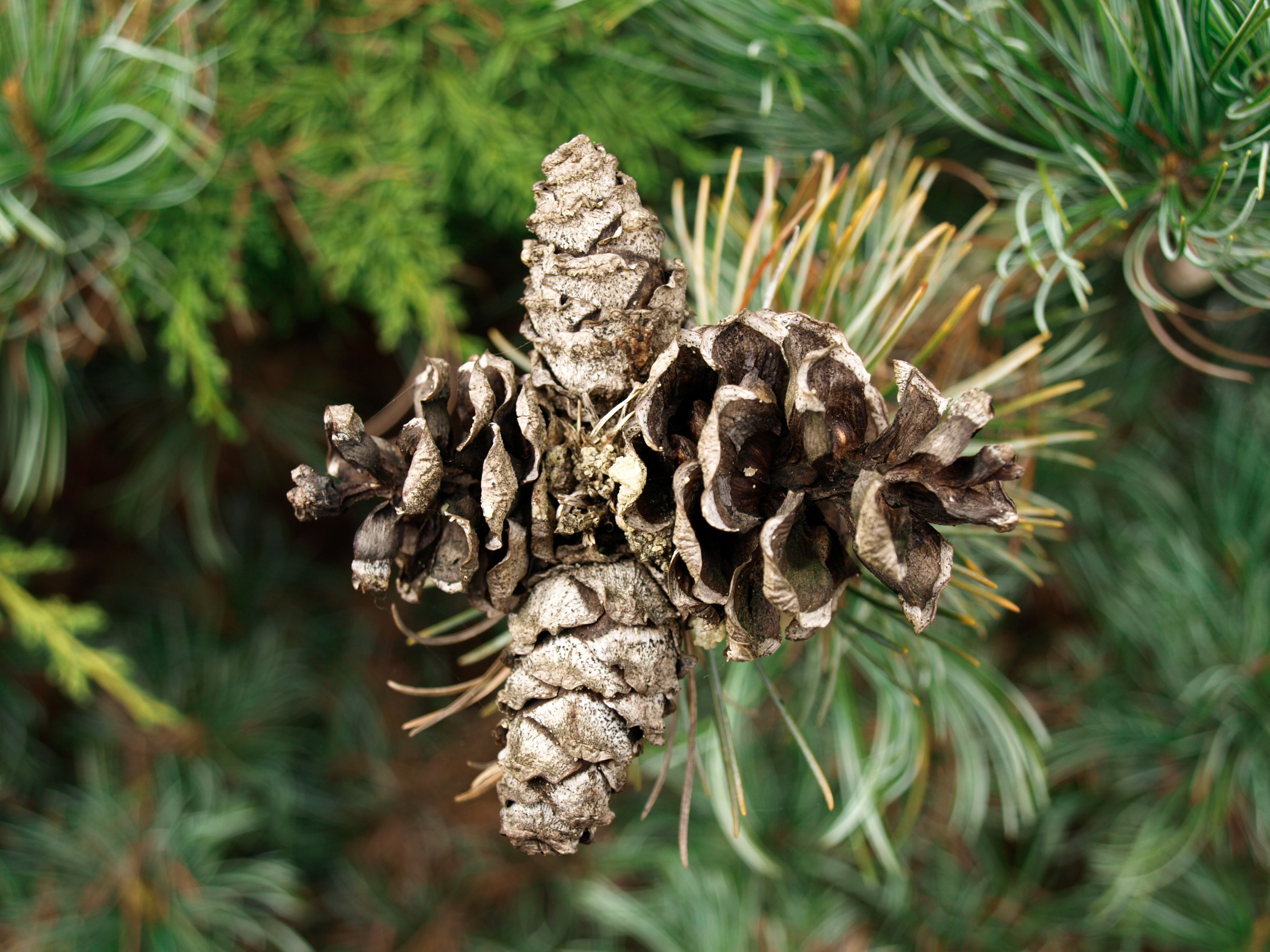
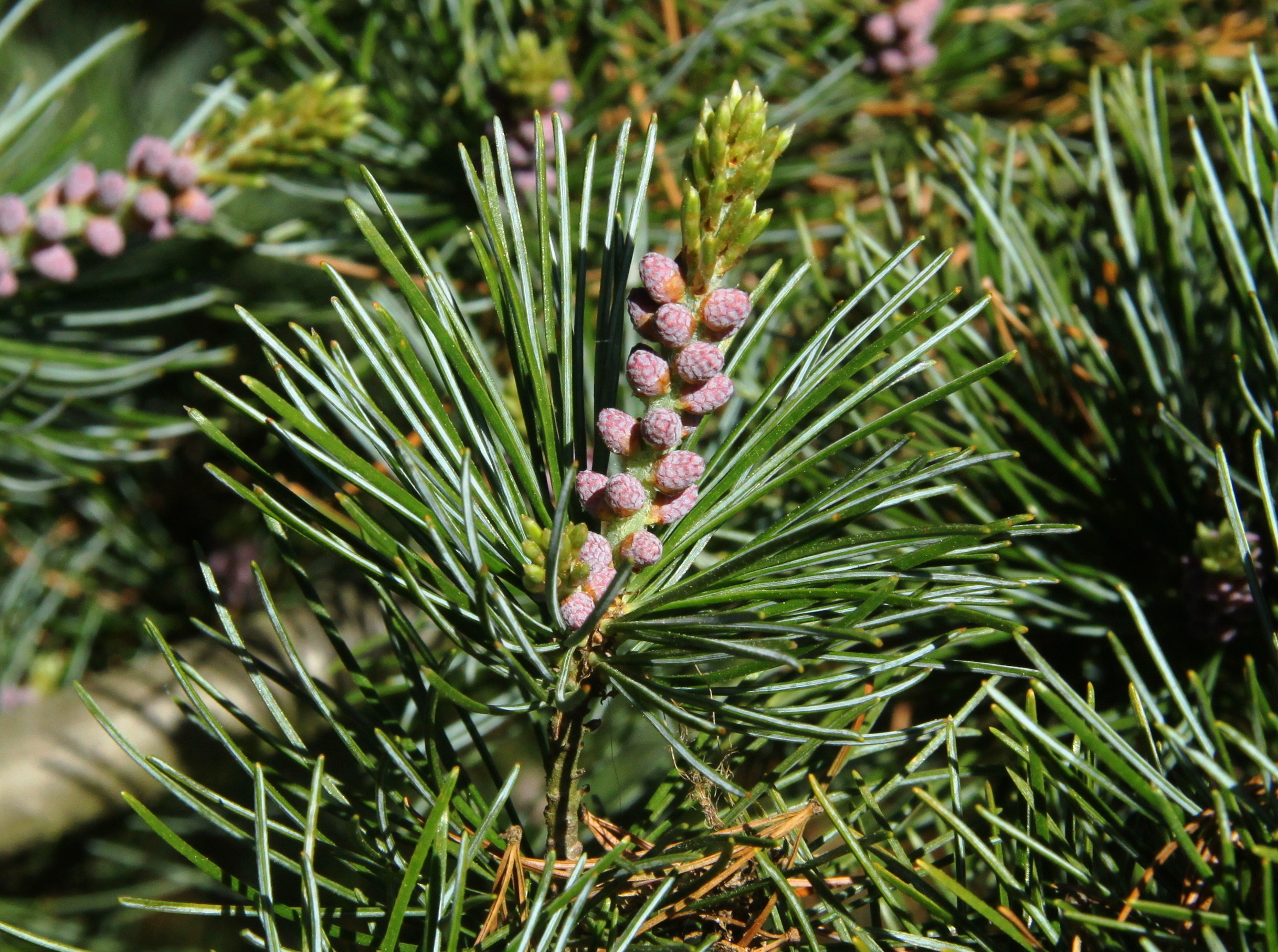